# Väinö Linna
Väinö Linna (Urjala, 20 de diciembre de 1920-Tampere, 21 de abril de 1992) fue uno de los escritores finlandeses más influyentes en el siglo XX. Se convirtió en un escritor famoso inmediatamente al publicarse su tercera novela, Tuntematon Sotilas (1954, trad. El soldado desconocido); la publicación de la trilogía Täällä Pohjantähden Alla (1959-63) "Bajo la Estrella Polar" consolidó su fama.
Linna nació en el pueblo agrario de Urjala, cerca de la ciudad de Tampere, en la región occidental de Finlandia, hijo de Viktor (Vihtori) Linna (1874–1927) y Johanna Maria (Maija) Linna (1888-1972). Al terminar sus estudios, se mudó a Tampere, trabajando entonces como labrador antes de ser reclutado en el ejército. Mantuvo un diario de lo que experimentaron él y sus compañeros en primera línea durante la Guerra de continuación. Su fracaso para conseguir que este diario fuera publicado le condujo a quemarlo. Sin embargo, posteriormente sería su inspiración para escribir Tuntematon Sotilas basado en dichas experiencias. Después de la guerra se dedicó a su profesión literaria mientras trabajaba en una fábrica durante el día. Su posterior éxito le permitió dedicarse en exclusividad a la literatura.
El realismo social de Linna tuvo gran importancia en la vida social, política y cultural finlandesa. Dos de sus principales obras han sido llevadas al cine, El soldado desconocido incluso tres veces (1955, 1985, 2017).
El rostro de Linna apareció en el billete de 20 del marco finlandés, desde 1993 hasta la introducción del Euro.

## Tuntematon Sotilas

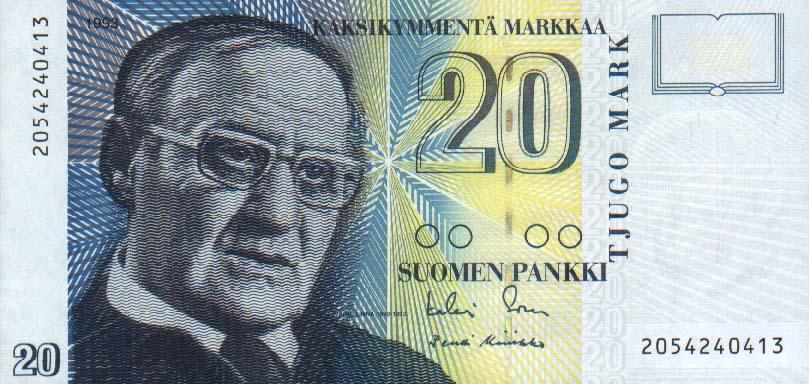
Billete de 20 marcos finlandeses con el rostro de Väinö Linna.

Tuntematon sotilas representó, por primera vez en la historia de la novela de guerra finlandesa, la guerra de forma realista, siendo las anteriores en la forma épica, crónica o de romance. Años después, relató Linna que la novela Sin novedad en el frente, de Erich Maria Remarque, tuvo una gran influencia en su obra, a través de la proyección de la  película de Milestone, dado que sólo después tuvo la oportunidad de leer el libro. 
Tuntematon sotilas, a diferencia de su libro anterior, carece de un personaje principal. Linna relata la historia de una sección militar entera desde principios del conflicto en 1941 hasta finalizar la guerra con el armisticio de 1944. Esto deja claroo que Tolstói y Dostoyevski tuvieron una gran influencia sobre él. En cuánto al primero, Linna mismo destacó (al escribir ensayos literarios) que un plan, a menudo, lo escriben realmente los actores de un acontecimiento en sus secuelas, y que lo que se dice, y lo que se hace, suelen ser distintos.
A pesar del gran éxito de la novela de Linna - se vendieron unos 300.000 ejemplares en Finlandia, un país de tan solo 4 millones de habitantes - la élite literaria del país subestimó el valor literario de lo moderno y "existencial" en este libro, durante mucho tiempo, tachándolo de "tradicional". 
Los estudios de Jyrki Nummi, Yrjö Varpio, y de su amigo durante muchos años, Jaakko Syrjä, realzaron la carrera literaria de Linna.
Todos los años, se televisa la película Tuntematon Sotilas, de Edvin Laine, en el Día de la Independencia de Finlandia, (6 de diciembre). Los personajes principales de la novela resultan tan familiares al lector finlandés como los de los grandes novelas de lengua castellana al lector español.  Varios políticos y oradores finlandeses lo consideran una fuente de refranes.
El estilo de Linna ha resultado ser de particular importancia en lo que se refiere al uso de dialecto en la lengua hablada de los personajes, y por su fiel rendimiento de los registros del idioma finés, según el rango social del interlocutor.
Como la mayoría de las innovaciones, la novela atrajo gran cantidad de críticas al publicarse por primera vez. En concreto, la han atacado varios oficiales militares, e incluso unos generales hablaron en contra de ella en una proclamación pública. A la vez, muchos intelectuales con experiencias bélicas se apresuraron por observar que el libro representó fielmente lo cruel, lo aburrido y el compañerismo que suponen los conflictos, lo que resultó en que desde hace muchos años este libro es de lectura obligada en algunas academias militares.
Incluso en otros países escandinavos, Tuntematon sotilas tuvo un gran éxito, pero las primeras traducciones en alemán e inglés eran de muy baja calidad, y parece que el editor estadounidense lo vio como una especie de novela de acción. No obstante, el prestigio de Linna en su país de origen se compara favorablemente con él de Orhan Pamuk en Turquía.
Täällä Pohjantähden alla es una trilogía épica, que comienza en el sigo XIX y que se trata de los habitantes de un pueblo novelesco "Pentinkulma" y sus experiencias durante la Guerra de continuación (periodo en el que también se centra Tuntematon sotilas) hasta el establecimiento del estado de bienestar finlandés. Esta novela supuso también una gran polémica con relación a las opiniones destacadas de la guerra civil finlandesa de 1918 y de los guerrilleros comunistas. Tampoco Linna impidió que le criticasen los extremistas de la derecha de los años 1930.